# Pierre Schaeffer
Pour les articles homonymes, voir Schaeffer.
Ne doit pas être confondu avec Peter Shaffer ou Max Pierre Schaeffer.
Pierre Schaeffer, né le 14 août 1910 à Nancy et mort le 19 août 1995 aux Milles, près d'Aix-en-Provence, est un ingénieur, chercheur, théoricien, compositeur et écrivain français. Il a également été homme de radio, fondateur et directeur de nombreux services. Il est considéré comme le père de la musique concrète, de la musique acousmatique et de la musique électroacoustique.

« Le miracle de la musique concrète, que je tente de faire ressentir à mon interlocuteur, c'est qu'au cours des expériences, les choses se mettent à parler d'elles-mêmes, comme si elles nous apportaient le message d'un monde qui nous serait inconnu ».

## Biographie et travaux

### Radio
Élève au lycée Saint-Sigisbert Saint-Léopold de Nancy, à l'École polytechnique (promotion X1929), puis à l'École supérieure d'électricité (Supélec, promotion 1931), Pierre Schaeffer s'implique fortement dans le scoutisme catholique ; il est notamment le fondateur du clan routier scout des Rois Mages à Polytechnique. Il a été très actif au patronage du lycée Saint Sigisbert : La Foucotte.
Il amorce une carrière d'ingénieur à Strasbourg, avant d'intégrer la direction de la Radio à Paris, en 1936. Tout en tenant une chronique sur la radiodiffusion dans La Revue musicale, il anime Radio Jeunesse, avant de prendre la tête de Jeune France sous l’égide du ministère de la Jeunesse du gouvernement de Vichy. Grâce à des statuts lui garantissant une certaine indépendance, et avec l’appui d’Emmanuel Mounier, il recrute des membres ayant des convictions pluralistes, voire des gaullistes notoires comme Roger Leenhardt, , en écartant les candidats venus de la jeune droite.
Après que le Secrétariat général à la jeunesse lui a demandé l’éviction de Mounier en octobre 1941, il est lui-même renvoyé en décembre et l'association dissoute en 1942.
Il produit des émissions, dont La coquille à planètes, et crée en 1943 le Studio d'essai de la RTF, avec Jacques Copeau, voué à l'expérimentation radiophonique et qu'il met au service de la Résistance en 1944 : enregistrant les poètes de celle-ci, diffusant des messages interdits et enregistrant la vie des rues de Paris pendant les combats de la Libération.
Il poursuit après guerre sa longue carrière d’inventeur : musique concrète, perfectionnement et étude des « machines à communiquer ». Dans un rapport présenté au congrès d’Esprit de juillet 1946, il développe une autocritique, personnelle et collective, sur la régression infantile de nombreux Français qui ont cru en 1940-1941 « refaire la France » en refusant le principe de réalité.
En 1951, il crée le Groupe de musique concrète qui devient en 1958 le Groupe de recherches musicales. En 1953, chargé de mission au ministère de la France d'outre-mer, Schaeffer crée la société de radiodiffusion de la France d'outre-mer (Sorafom). De retour à Paris en 1961, il fonde cette fois, au sein de la Radiodiffusion-télévision française (RTF) qui devient l'ORTF en 1964, le Service de la recherche de la RTF, qu'il administre jusqu'en 1975, le Service de la recherche s'intègre alors à l'Institut national de l'audiovisuel.
C'est, entre autres, grâce aux travaux de Schaeffer en son sein qu'on sait aujourd'hui que la reconnaissance d'un instrument par son timbre dépend en grande partie de son attaque, et non seulement de la répartition spectrale de sa résonance, comme on le pensait suivant la théorie de Helmholtz répercutée dans l'enseignement musical par Danhauser.

### Musique
Fils du violoniste et professeur de musique Henri Schaeffer (1881-1963) et de la cantatrice et professeure de musique Sidonie-Lucie Labriet (1884-1979),, Schaeffer s'est toujours interrogé sur le phénomène musical. Profitant des installations à sa disposition au studio d’essai, et notamment de l'arrivée du magnétophone, il commence, en 1948, à effectuer des expérimentations au moyen de sons ou de séquences enregistrés sur des disques de vinyle. Il devient ainsi le pionnier de l'introduction de la technologie dans la composition et donne ainsi naissance à ce qu’il appelle « musique concrète ».
Entre autres techniques, il utilise le « sillon fermé », où l'aiguille retombe indéfiniment dans le même sillon du disque. Des « objets sonores » en boucle sont ainsi créés, objets qu'il manipule par montage, par variations de vitesse et par diffusion à l'envers. De ces expérimentations naissent notamment l'Étude aux chemins de fer et la Symphonie pour un homme seul, pièces qui suscitent à la fois l’attention du milieu musical et les railleries des compositeurs de musique sérielle, avec qui Schaeffer sera souvent en conflit.

La notion de musique concrète a souvent été mal interprétée. Ce genre désigne non pas un style ou un type de matériau, mais plutôt une démarche : 

« Lorsqu'en 1948, j'ai proposé le terme de musique concrète, j'entendais, par cet adjectif, marquer une inversion dans le sens du travail musical. Au lieu de noter des idées musicales par les symboles du solfège, et de confier la réalisation concrète à des instrumentistes connus, il s'agissait de recueillir le concret sonore, d'où qu'il vienne, et d'en abstraire les valeurs musicales qu'il contenait en puissance. »

Il s'agit donc pour le compositeur de manipuler directement la matière sonore au lieu de confier cette tâche à des instrumentistes. Ce faisant, et par conséquent, tous les sons, quels qu'ils soient, sont susceptibles d’être organisés en un discours musical, dont Schaeffer s'ingénie à cerner les contours.
Assisté de Pierre Henry, devenu un des grands compositeurs du genre, Schaeffer dévoile ainsi un univers sonore qui abolit les limites de la musique instrumentale. Leur opéra Orphée 53, présenté au festival de Donaueschingen en 1953, fait d’ailleurs scandale.
Schaeffer continue d'explorer ce nouveau genre musical, se concentrant sur des études d'objets sonores. Il cesse de composer en 1960, pour donner davantage de place à ses activités de chercheur. Il assure toutefois, à partir de 1968, et jusqu'en 1980, un séminaire sur la musique expérimentale au Conservatoire national supérieur de musique et de danse de Paris, conjointement avec le GRM et Guy Reibel. Il ne revient à la composition, cette fois avec des sons électroniques, qu'en 1975 avec Le Triède fertile composé avec Bernard Durr, et, en 1979, avec Bilude.
Souvent invité comme conférencier, où sa verve polémique suscite souvent les débats, il reçoit plusieurs distinctions honorifiques, dont le grand prix des compositeurs de la Société des auteurs, compositeurs et éditeurs de musique (SACEM) en 1976.
Pierre Schaeffer s'est volontairement éloigné du monde musical au début des années 1980 après avoir critiqué l'avant-garde des années 1950, qui cherchait à rompre avec la tradition. À l'opposé de cette vision, Schaeffer est revenu à la musique en reconnaissant le virtuose Otavio Henrique Soares Brandão comme son plus fidèle disciple, qui a donné sous sa direction une lecture de son œuvre Traité des objets musicaux. Cette lecture visait à créer un piano instrumental et une technique musicale innovants, sans rupture avec la tradition. Pierre Schaeffer a écrit des textes fondamentaux sur cette reconnaissance : sur la transcription pour piano par Otavio Brandão de Étude aux objets de Pierre Schaeffer, au programme du concert de Soares Brandão à la Maison de l'Amérique Latine (Paris, 9 janvier 1988); « Réponse à Otávio », dans le texte du programme du concert donné par Soares Brandão à la Salle Pleyel en l'honneur du 80e anniversaire de Pierre Schaeffer (12 janvier 1990).

### Recherche
L’avènement de la musique concrète conduit Pierre Schaeffer à une réflexion poussée sur le phénomène de la perception musicale. L'essentiel de ses travaux consiste à saisir la nature et la richesse de l'élément sonore, sa substance et sa matérialité, qu'il analyse en utilisant le terme d'« objet sonore ». Ce terme est inspiré de la phénoménologie et désigne une entité sonore détachée de son contexte. L’objet est ainsi apprécié dans ses qualités intrinsèques, sans égard à sa signification ou à son contexte culturel.
Plusieurs ouvrages viendront étayer cette démarche. Dans À la recherche d’une musique concrète, paru en 1952, il raconte la genèse de ce nouveau genre musical dont il tente d’apprivoiser l'immensité du domaine ainsi défriché. Un chapitre, écrit par Abraham Moles, dresse d’ailleurs les prémices d’un solfège de l'objet sonore.
Ce solfège, contribution clé de Schaeffer et de ses collaborateurs à la recherche musicale, est décrit en détail dans son ouvrage maître, le Traité des objets musicaux, vaste somme philosophique, acoustique et musicologique sur les musiques expérimentales. L'objet sonore y est décrit sous toutes ses facettes avec un vocabulaire adapté à ses attributs typologiques et morphologiques. Schaeffer édicte également dans cet ouvrage un axiome qu'il reprendra souvent (« la musique est faite pour être entendue ») : « dans cette recherche d‘ailleurs, nous ne perdons pas de vue ce postulat, pour nous fondamental, que toute musique est faite pour être entendue. Nous rattachons ainsi tout langage musical possible à des valeurs élaborées au niveau de la perception. »  La formule deviendra son cheval de bataille face à l’abstraction de plus en plus poussée des démarches compositionnelles, souvent détachées de tout souci sonore ou musical au profit d’une construction purement intellectuelle.
Schaeffer approfondit ses réflexions dans plusieurs essais et articles, notamment dans La Revue musicale et lors des séminaires du Conservatoire de musique de Paris ou des multiples conférences auxquels il est convié.
Les recherches de Schaeffer ne se cantonnent toutefois pas uniquement au domaine musical. À la demande du directeur de la Radio, il entreprend également une recherche fondamentale sur l'image d'une télévision encore à ses premiers pas. Ainsi naît le Service de la Recherche. Dans ce service où règne l'imagination la plus florissante, est conçue, en 1968, la série télévisée Les Shadoks dont les graphismes simples conviennent parfaitement à l'une des machines inventées : l'Animographe de Jean Dejoux, vers 1966.
Une synthèse de ses réflexions sur l’audiovisuel sera publiée dans les deux tomes de Machines à communiquer en 1970 et 1972.

### Écrits
Son œuvre littéraire, au travers de romans, d'essais ou de nouvelles, retrace des passages de sa vie, mais révèle également ses doutes sur la nature humaine et les institutions qu'elle crée. Pierre Schaeffer y consacre la majeure partie de son temps à partir de 1978. Mentionnons Excusez-moi, je meurs et autres fabulations et Prélude, choral et fugue.

## Vie personnelle
Pierre Schaeffer épouse Elisabeth Schmitt dont il a une fille Marie-Claire, qui deviendra en 1960 réalisatrice pour la télévision. Elle est mariée au réalisateur Gérard Patris. En 1962, il épouse la psychanalyste Jacqueline De Lisle. 
Pierre Schaeffer est le cousin du peintre orientaliste Jacques Majorelle et l'arrière-petit-fils du décorateur Auguste Majorelle.
Il est inhumé au cimetière de Delincourt, dans l'Oise.

## Œuvre

### Livres
- Clotaire Nicole, Paris, Seuil, 1938
- Tobie, Paris, Seuil, 1939
- Amérique, nous t'ignorons, Paris, Seuil, 1946
- Les enfants de cœur, Paris, Seuil, 1949
- À la recherche d'une musique concrète, Paris, Seuil, 1952
- Traité des objets musicaux, Paris, Seuil, première édition en 1966, deuxième édition en 1977
- La Musique concrète, PUF, coll. « Que sais-je ? », 1967
- Le Gardien de volcan, Paris, Seuil, Prix Sainte-Beuve, 1969
- L'Avenir à reculons, Paris, Casterman, Collection M.O.,  1970
- Machines à communiquer, Paris, Seuil
  - Tome 1 : Genèse des simulacres, 1970
  - Tome 2 : Pouvoir et communication, 1972
- Les Antennes de Jéricho[12], Paris, Stock, 1978
- Excusez-moi, je meurs et autres fabulations, Paris, Flammarion, 1981
- Prélude, choral et fugue, Paris, Flammarion, 1983
- Faber et sapiens, Paris, Belfond, 1985
- Propos sur la coquille, Arles, éditions Phonurgia Nova, 1990

### Articles
- Vers une musique expérimentale, La Revue musicale, Paris, éditions Richard Masse, 1957
- Expériences musicales, La Revue musicale, Paris, éditions Richard Masse, 1959; et 6 émissions radio[13]
- Expériences Paris, La Revue musicale, Paris, éditions Richard Masse, 1959
- Musique et acoustique, dans Le Monde, 16 mars 1967
- La Musique et les ordinateurs, La Revue musicale, Paris, éditions Richard Masse, 1971
- De l'expérience musicale à l'expérience humaine, La Revue musicale, Paris, éditions Richard Masse, 1971
- De la musique concrète à la musique même, La Revue musicale, Paris, éditions Richard Masse, 1977
- La Face cachée de la musique française contemporaine, La Revue musicale, Paris, éditions Richard Masse, 1978
- Recherche musicale au GRM, La Revue musicale, Paris, éditions Richard Masse, 1986

### Entretiens
- Essai sur la Radio et le Cinéma, esthétique et technique dans les arts-relais, 1941-1942, édition établie par Carlos Palombini et Sophie Brunet, Paris, éditions Allia, 2010
- Entretiens avec Pierre Schaeffer par Marc Pierret, Belfond, 1969
- Pierre Schaeffer par Sophie Brunet et Pierre Schaeffer, Paris, éditions Richard Masse, 1970

### Préface
- L’Analyse structurée, de Marie Thérèse Bertini, préfacé par Pierre Schaeffer, éditions Scm publications 1978

### Œuvres musicales
- Cinq études de bruits, 1948 :
  - Étude no 1 Déconcertante ou Étude aux tourniquets
  - Étude no 2 Imposée ou Étude aux chemins de fer[14]
  - Étude no 3 Concertante ou Étude pour orchestre
  - Étude no 4 Composée ou Étude au piano
  - Étude no 5 Pathétique ou Étude aux casseroles
- Diapason Concertino, 1948.
- Variation sur une flûte mexicaine, 1949.
- Suite pour quatorze instruments, 1949.
- Bidule en ut, 1950.
- L'Oiseau Rai, 1950.
- Symphonie pour un homme seul (en collaboration avec Pierre Henry), 1951.
- Orphée 51 ou Toute la lyre, pantomime lyrique pour soprano, mezzo-soprano, contralto, ténor, deux récitants, mime et bande, 1951.
- Les Paroles dégelées, 1952.
- Masquerage, musique concrète pour un film de Max de Haas, 1952.
- Orphée 53 (en collaboration avec Pierre Henry), "opéra concret" pour trois voix, clavecin, violon et bande, 1953.
- Sahara aujourd'hui, musique pour le film de Pierre Gout et Pierre Schwab, 1957.
- Étude aux objets, 1958.
- Continuo, en collaboration avec Luc Ferrari, 1958.
- Étude aux allures, 1958.
- Étude aux sons animés, 1958.
- Phèdre, musique de scène pour Phèdre de Jean Racine, 1959.
- Nocturne aux chemins de fer, musique de scène pour mime avec Jacques Lecoq, 1959.
- Simultané camerounais, 1959.
- Le Trièdre fertile[15] (sept mouvements, en collaboration avec Bernard Dürr), 1975.
- Bilude pour piano et bande, 1979.

#### Enregistrements publiés
- Solfège de l'objet sonore, avec la collaboration de Guy Reibel. Disque d’exemples sonores pour accompagner le Traité des objets musicaux (prix de l'Académie Charles-Cros, 1967), réédité à Paris : INA-GRM, C2010/11/12, 1998 (comporte trois CD).
- Œuvres de Pierre Schaeffer, collection « Prospective du XXIe siècle » et collection « Classique du XXe siècle », Philips, 1970.
- L'Œuvre musicale, en 3 CD, 1998/2005, INA.
- Dix ans d'essais radiophoniques, 1955, éditions phonurgia nova, Arles, 1990, 1 livre + 4 CD.
- Oeuvres 1948-52[16] édités par INA-GRM
- Oeuvres 1958-79[17]

 édités par INA-GRM en 2023

### Réalisations radiophonique
- La Coquille à planètes, suite fantastique pour une voix et douze monstres en huit émissions radiophonique, musique de Claude Arrieu, paroles de Pierre Schaeffer, 1942-1944[18].
- Cantate à l'Alsace, pièce radiophonique, 1944.
- Une Heure du monde, 1947.
- Claudel à Brangues, 1953.

### Films
- Essai visuel sur l'objet sonore, 1962
- La Recherche image, 1965
- Dialogue du son et de l'image, 1966
- L'Observateur observé, 1967

## Postérité

### Prix

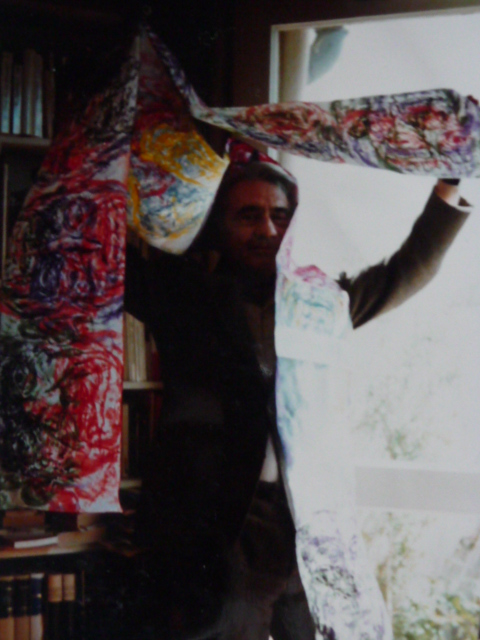
Déroulement de Pierre Schaeffer par Michel Haumant en 1986 à son domicile parisien.

- Un prix est remis de 2006 à 2015, en mémoire de l'inventeur de la musique concrète, le Qwartz Pierre Schaeffer : Bernard Parmegiani, Otavio Henrique Soares Brandao, Henri Pousseur, Jean-Claude Risset, Beatriz Ferreyra, Åke Parmerud, Roger Cochini, François Bayle et Éliane Radigue l'ont reçu depuis sa création des mains de Madame Jacqueline Schaeffer.
- Un prix Pierre-Schaeffer « découverte » a également été institué en 2009 au sein du concours Phonurgia Nova pour stimuler la création radiophonique. Il est décerné chaque année à Arles à des jeunes auteurs qui explorent le langage des sons. Il a déjà récompensé Elise Andrieu, Caroline Bastin, Sébastien Peter, Ric Carvalho et Théo Boulenger.

### Rue
- Une rue de Nancy, depuis 1998, dans le quartier de Beauregard, porte son nom.

### Influences
- Jean-Michel Jarre, qui l'a côtoyé au GRM, le considère comme une de ses influences majeures[19].

### Hommages
Série d'hommages : 2024 Quand la musique concrète fêtait ses 50 ans épisode 1/5 : Pierre Schaeffer, France Culture ; le 22 janvier 2025 : Variations pour un homme multiple à Reims.